# Tom Gage
Thomas Lewis (Tom) Gage (ur. 16 maja 1943 w Ithace, w stanie Nowy Jork, zm. 15 lipca 2010 w Billings, w stanie Montana) – amerykański lekkoatleta, młociarz.
Zdobył złoty medal igrzysk panamerykańskich w Winnipeg w 1967 (z wynikiem 65,32 m). Na Igrzyskach Olimpijskich w Monachium w 1972 zajął dwunaste miejsce, uzyskując rezultat 69,50 m. Do jego osiągnięć należą cztery medale mistrzostw Stanów Zjednoczonych: złoty (1969), srebrny (1970) i dwa brązowe (1966, 1974).
Po zakończeniu kariery startował w zawodach weteranów. W 2001 został wpisany do United States Track and Field Association’s Masters Hall of Fame.
Swój rekord życiowy (71,17 m) ustanowił 5 czerwca 1971 w Berkeley w stanie Kalifornia.
Do późnych lat 90. pracował jako technolog chemiczny w rafinerii Exxon w Billings. Był żonaty z Rebą.